# Лечинкай
Лечинкай (рос. Лечинкай) — село у Чегемському районі Кабардино-Балкарії Російської Федерації.
Орган місцевого самоврядування — сільське поселення Лечинкай. Населення становить 4206 осіб.

## Історія
Згідно із законом від 27 лютого 2005 року органом місцевого самоврядування є сільське поселення Лечинкай.

## Населення
| 2002  | 2010  | 2012  | 2013  | 2014  | 2015  | 2016  |
| ----- | ----- | ----- | ----- | ----- | ----- | ----- |
| 4208  | ↘4206 | ↗4210 | ↘4206 | ↘4204 | ↗4230 | ↗4241 |
| 2017  | 2018  | 2019  | 2020  |       |       |       |
| ↗4269 | ↘4260 | ↗4290 | ↗4303 |       |       |       |